# Großer Preis von Portugal 1958
Der Große Preis von Portugal 1958 (offiziell VII Portuguese Grand Prix) fand am 24. August auf dem Circuito da Boavista in Porto statt und war das neunte Rennen der Automobil-Weltmeisterschaft 1958.

## Bericht

### Hintergrund
Das erste Mal in der Formel-1-Geschichte wurde 1958 ein Großer Preis von Portugal veranstaltet. Das Rennen fand auf einem Stadtkurs bei Porto statt und führte über Kopfsteinpflaster und Bahnschienen. Es gab nur wenige Sicherheitsvorkehrungen, wodurch dies der erste von nur zwei Grands Prix auf dieser Strecke war, ein zweites Rennen fand in der Automobil-Weltmeisterschaft 1960 statt. Das Rennen wurde von Casimiro de Oliveira organisiert, der sich auch selbst als Fahrer meldete. Für die geplante Rennteilnahme lieh er einen Maserati 250F, zog sich nach einer Testfahrt mit dem Wagen jedoch zurück und beendete im Anschluss seine Rennfahrerkarriere.
Ferrari hatte drei Wochen zuvor Peter Collins bei einem tödlichen Unfall beim Großen Preis von Deutschland 1958 verloren. Das Team entschied sich Collins nicht zu ersetzen und fuhr somit nur mit zwei Wagen, für Mike Hawthorn und Wolfgang Graf Berghe von Trips. Ferrari verlor vor Collins bereits Luigi Musso und ein Jahr zuvor Alfonso de Portago und Eugenio Castellotti und als Folge zog sich Cesare Perdisa aus dem Motorsport zurück. Auch Hawthorn und Graf Berghe von Trips starben in den folgenden Jahren bei tödlichen Unfällen.
Vanwall startete wieder mit drei Wagen, nachdem Stuart Lewis-Evans ein Rennen pausierte. Cooper setzte erneut auf die Fahrerpaarung Jack Brabham und Roy Salvadori, währenddessen Maurice Trintignant erneut für das Rob Walker Racing Team fuhr. B.R.M. und Team Lotus änderten ebenfalls nichts an ihren bisherigen Fahrerpaarungen.
In den letzten Rennen zeichnete sich ein deutlicher Abfall von Meldungen von Fahrern mit privaten Maserati 250F ab, beim Großen Preis von Portugal 1958 waren es nur noch drei Fahrer, die mit einem Maserati für das Rennen gemeldet waren. Der erste dieser Fahrer war Carroll Shelby der für das neue Team Temple Buell fuhr, welches an den letzten drei Rennen der Formel-1-Saison 1958 teilnahm. Maria Teresa de Filippis fuhr für die Scuderia Centro Sud und Jo Bonnier für sein eigenes Team. Dies war das letzte Rennen für Bonnier auf einem Maserati, er wechselte im Anschluss zu B.R.M.
In der Fahrerwertung hatten noch alle Fahrer mit mindestens vier Punkten eine theoretische Chance Weltmeister zu werden, Hawthorn führte mit sechs Punkten vor Moss, der acht Punkte Vorsprung auf Brooks hatte. In der Konstrukteurswertung gab es einen Dreikampf zwischen Ferrari, Vanwall und Cooper um den erstmals ausgetragenen Konstrukteursweltmeistertitel. Vanwall trennte vor dem Rennen vier Punkte von Ferrari.

### Training
Das Training zum Großen Preis von Portugal 1958 war ein enger Zweikampf zwischen den beiden Fahrertitelaspiranten Hawthorn und Stirling Moss. Beide Fahrer brauchten für ihre jeweils schnellste Runde 2:34,21 Minuten. Da Moss diese Zeit jedoch eher aufstellte, wurde die Pole-Position an ihn vergeben. Für Moss war dies die zweite Pole-Position der Saison, für Vanwall bereits die vierte. Vanwall bestätigte seine gute Rennperformance der letzten Rennen und belegte mit Lewis-Evans außerdem Platz drei und mit Tony Brooks Platz fünf. Auch B.R.M. war konkurrenzfähig, Jean Behra positionierte sich auf den vierten Platz zwischen den beiden Vanwalls. Sein Teamkollege Harry Schell qualifizierte sich auf Startplatz sieben hinter Graf Berghe von Trips.
Cooper erreichte Positionen im Mittelfeld, bester Fahrer mit einem Maserati war Shelby auf Platz zehn. Lotus qualifizierte sich erneut nur im hinteren Feld, Allison verunfallte mit seinem Wagen und zerstörte diesen irreparabel. Lotus-Teamchef Colin Chapman kündigte daraufhin Allisons Vertrag, wodurch dieser sich für das restliche Wochenende einen Wagen der Scuderia Centro Sud lieh und mit diesem Maserati Training und Rennen betritt. Nach dem Rennen einigte sich Allison jedoch wieder mit Chapman und erhielt einen neuen Vertrag für die restlichen beiden Grands Prix der Saison.

### Rennen
Am Renntag regnete es tagsüber, doch der Regen hörte vor Rennbeginn auf. Die Strecke war somit anfangs noch nass, trocknete jedoch schnell ab. Moss gewann das Startduell gegen seinen Kontrahenten Hawthorn und behielt die Führung in der ersten Rennrunde, doch bereits in Runde zwei überholte Hawthorn Moss. Auf Position drei verbesserte sich Behra, wodurch drei Konstrukteure um den Sieg fuhren.
In Runde sechs fiel de Filippis, die einzige Frau im Fahrerfeld, mit Motorschaden aus. Eine Runde später überholte Moss den führenden Hawthorn im Duell. Bonnier, der letztmals in einem Maserati fuhr, gab das Rennen in Runde neun auf, da er physisch erschöpft war. Der dritte Ausfall des Rennens fand in Runde 15 statt, erneut ein Maserati, und wie bei de Filippis zuvor ein Motorschaden. Für Lotus war das Rennen in Runde 25 beendet, der einzig verbliebene Fahrer des Teams, Graham Hill drehte sich von der Strecke. Das gleiche Schicksal erlitt Brooks zwölf Runden später, ein Dreher beendete für ihn das Rennen und auch die Fahrertitelchancen.
An der Spitze brauchte Hawthorn unterdessen einen Boxenstopp, um seine Bremsen kontrollieren zu lassen, nachdem er sich von der Strecke gedreht hatte. Hawthorn verlor durch den Boxenstopp mehrere Positionen, im Anschluss arbeitete er sich aber wieder bis Platz drei nach vorn und als Behra Motorenprobleme bekam, lag er wieder auf Position zwei hinter Moss. Auch Lewis-Evans profitierte von den technischen Problemen Behras und überholte ihn gegen Rennende.
Hawthorn fuhr wenige Runden vor Schluss die schnellste Rennrunde, die nach dem Punktereglement 1958 einen Punkt für die Fahrerwertung bedeutete. Moss führte mit genügend großen Abstand und das Vanwall-Team signalisierte ihm mithilfe einer Boxentafel „Hawthorn Rec.“ um ihn darauf aufmerksam zu machen, dass Hawthorn die schnellste Rennrunde gefahren ist. Moss las jedoch versehentlich „Hawthorn Reg.“, was er als eine Information deutete, dass Hawthorn reguläre Rundenzeiten fährt. Moss verringerte in den letzten Runden daraufhin sein Tempo und verpasste die Chance selber den Punkt für die schnellste Rennrunde noch zu erhalten. Dies ging als „Moss’s Lesefehler“ in die Formel-1-Geschichte ein, da unter anderem dieser Punkt weltmeisterschaftsentscheidend war. Für Hawthorn war es die letzte schnellste Rennrunde seiner Karriere.
Moss gewann das Rennen mit fünf Minuten Vorsprung vor Hawthorn und seinem Teamkollegen Lewis-Evans, der ein zweites und letztes Mal auf dem Podium stand. Außerdem war es Lewis-Evans letzte Zielankunft bei einem Formel-1-Rennen. Jean Behra erreichte mit seinem Wagen noch das Ziel auf Platz vier. Er erreichte damit bei seiner dritten Zielankunft in der Formel-1-Saison 1958 erneut die Punkte, fiel jedoch bei allen anderen Rennen der Saison aus. Graf Berghe von Trips kam als fünfter ins Ziel, vor Schell und Brabham.
Nach dem Rennen wurde Hawthorn disqualifiziert, da er nach seinem Dreher entgegen der Fahrtrichtung wieder auf die Strecke fuhr, was aus Sicherheitsgründen verboten war. Moss setzte sich bei den Verantwortlichen für seinen Kontrahenten ein und erreichte, dass die Disqualifikation wieder zurückgenommen wurde. Ohne dieses sportliche Verhalten von Moss, wäre er am Ende der Saison Weltmeister geworden. Bereits zwei Jahre zuvor, in der Automobil-Weltmeisterschaft 1956, wurde die Fahrerweltmeisterschaft durch eine sportlich faire Geste entschieden, als Collins Juan Manuel Fangio im letzten Rennen den Titel durch Überlassen seines Wagens schenkte.
In der Fahrerwertung kam Moss bis auf vier Punkte an Hawthorn heran, andere Fahrer hatten keine Chancen mehr auf die Fahrerweltmeisterschaft. In der Konstrukteurswertung zog Vanwall aufgrund der Streichresultateregelung mit einem Punkt an Ferrari vorbei, absolut hatte Ferrari jedoch vier Punkte mehr als Vanwall. Noch immer hatte neben beiden Konstrukteuren auch Cooper noch theoretische Chancen auf den Titel.

## Meldeliste
| Team                     | Nr. | Fahrer                         | Chassis            | Motor           | Reifen |
| ------------------------ | --- | ------------------------------ | ------------------ | --------------- | ------ |
| Vandervell Products Ltd  | 02  | Stirling Moss                  | Vanwall VW57       | Vanwall 2.5 L4  | D      |
| Vandervell Products Ltd  | 04  | Tony Brooks                    | Vanwall VW57       | Vanwall 2.5 L4  | D      |
| Vandervell Products Ltd  | 06  | Stuart Lewis-Evans             | Vanwall VW57       | Vanwall 2.5 L4  | D      |
| Owen Racing Organisation | 08  | Jean Behra                     | BRM P25            | BRM 2.5 L4      | D      |
| Owen Racing Organisation | 10  | Harry Schell                   | BRM P25            | BRM 2.5 L4      | D      |
| Rob Walker Racing Team   | 12  | Maurice Trintignant            | Cooper T43         | Climax 2.0 L4   | D      |
| Cooper Car Company       | 14  | Jack Brabham                   | Cooper T45         | Climax 2.2 L4   | D      |
| Cooper Car Company       | 16  | Roy Salvadori                  | Cooper T45         | Climax 2.0 L4   | D      |
| Team Lotus               | 18  | Cliff Allison                  | Lotus 16           | Climax 2.0 L4   | D      |
| Team Lotus               | 20  | Graham Hill                    | Lotus 16           | Climax 2.2 L4   | D      |
| Scuderia Ferrari         | 22  | Mike Hawthorn                  | Ferrari Dino 246F1 | Ferrari 2.4 V6  | E      |
| Scuderia Ferrari         | 24  | Wolfgang Graf Berghe von Trips | Ferrari Dino 246F1 | Ferrari 2.4 V6  | E      |
| Temple Buell             | 28  | Carroll Shelby                 | Maserati 250F      | Maserati 2.5 L6 | P      |
| Scuderia Centro Sud      | 18  | Cliff Allison                  | Maserati 250F      | Maserati 2.5 L6 | P      |
| Scuderia Centro Sud      | 30  | Maria Teresa de Filippis       | Maserati 250F      | Maserati 2.5 L6 | P      |
| Jo Bonnier               | 32  | Jo Bonnier                     | Maserati 250F      | Maserati 2.5 L6 | P      |

## Klassifikationen

### Qualifying
| Pos. | Fahrer                         | Konstrukteur  | Zeit     | Start |
| ---- | ------------------------------ | ------------- | -------- | ----- |
| 01   | Stirling Moss                  | Vanwall       | 2:34,210 | 01    |
| 02   | Mike Hawthorn                  | Ferrari       | 2:34,210 | 02    |
| 03   | Stuart Lewis-Evans             | Vanwall       | 2:34,610 | 03    |
| 04   | Jean Behra                     | B.R.M.        | 2:34,910 | 04    |
| 05   | Tony Brooks                    | Vanwall       | 2:35,910 | 05    |
| 06   | Wolfgang Graf Berghe von Trips | Ferrari       | 2:37,010 | 06    |
| 07   | Harry Schell                   | B.R.M.        | 2:37,010 | 07    |
| 08   | Jack Brabham                   | Cooper-Climax | 2:37,410 | 08    |
| 09   | Maurice Trintignant            | Cooper-Climax | 2:37,910 | 09    |
| 10   | Carroll Shelby                 | Maserati      | 2:40,410 | 10    |
| 11   | Roy Salvadori                  | Cooper-Climax | 2:43,010 | 11    |
| 12   | Graham Hill                    | Lotus-Climax  | 2:46,210 | 12    |
| 13   | Cliff Allison                  | Lotus-Climax  | 2:46,210 | 13    |
| 14   | Jo Bonnier                     | Maserati      | 2:46,610 | 14    |
| 15   | Maria Teresa de Filippis       | Maserati      | 3:01,910 | 15    |

### Rennen
| Pos. | Fahrer                         | Konstrukteur  | Runden | Stopps | Zeit       | Start | Schnellste Runde |
| ---- | ------------------------------ | ------------- | ------ | ------ | ---------- | ----- | ---------------- |
| 01   | Stirling Moss                  | Vanwall       | 50     |        | 2:11:27,80 | 01    |                  |
| 02   | Mike Hawthorn                  | Ferrari       | 50     |        | + 5:12,75  | 02    | 2:32,37 (36.)    |
| 03   | Stuart Lewis-Evans             | Vanwall       | 49     |        | + 1 Runde  | 03    |                  |
| 04   | Jean Behra                     | B.R.M.        | 49     |        | + 1 Runde  | 04    |                  |
| 05   | Wolfgang Graf Berghe von Trips | Ferrari       | 49     |        | + 1 Runde  | 06    |                  |
| 06   | Harry Schell                   | B.R.M.        | 49     |        | + 1 Runde  | 07    |                  |
| 07   | Jack Brabham                   | Cooper-Climax | 48     |        | + 2 Runden | 08    |                  |
| 08   | Maurice Trintignant            | Cooper-Climax | 48     |        | + 2 Runden | 09    |                  |
| 09   | Roy Salvadori                  | Cooper-Climax | 46     |        | + 4 Runden | 11    |                  |
| –    | Carroll Shelby                 | Maserati      | 47     |        | DNF        | 10    |                  |
| –    | Tony Brooks                    | Vanwall       | 37     |        | DNF        | 05    |                  |
| –    | Graham Hill                    | Lotus-Climax  | 25     |        | DNF        | 12    |                  |
| –    | Cliff Allison                  | Maserati      | 15     |        | DNF        | 13    |                  |
| –    | Jo Bonnier                     | Maserati      | 9      |        | DNF        | 14    |                  |
| –    | Maria Teresa de Filippis       | Maserati      | 6      |        | DNF        | 15    |                  |

## WM-Stand nach dem Rennen
Die ersten fünf des Rennens bekamen 8, 6, 4, 3, 2 Punkte. Der Fahrer mit der schnellsten Rennrunde erhielt zusätzlich 1 Punkt. Es zählten nur die sechs besten Ergebnisse aus elf Rennen. In der Konstrukteurswertung zählten nur die Punkte des bestplatzierten Fahrers. Streichresultate sind in Klammern gesetzt.

### Fahrerwertung
| Pos. | Fahrer                         | Konstrukteur              | Punkte  |
| ---- | ------------------------------ | ------------------------- | ------- |
| 01   | Mike Hawthorn                  | Ferrari                   | 36 (37) |
| 02   | Stirling Moss                  | Cooper-Climax / Vanwall   | 32      |
| 03   | Tony Brooks                    | Vanwall                   | 16      |
| 04   | Peter Collins †                | Ferrari                   | 14      |
| 05   | Roy Salvadori                  | Cooper-Climax             | 13      |
| 06   | Luigi Musso †                  | Ferrari                   | 12      |
| 07   | Harry Schell                   | Maserati / B.R.M.         | 12      |
| 08   | Maurice Trintignant            | Cooper-Climax             | 12      |
| 09   | Stuart Lewis-Evans             | Vanwall                   | 11      |
| 10   | Jean Behra                     | Maserati / B.R.M.         | 9       |
| 11   | Wolfgang Graf Berghe von Trips | Ferrari                   | 9       |
| 12   | Jimmy Bryan                    | Salih/Epperly-Offenhauser | 8       |
| 13   | Juan Manuel Fangio             | Maserati                  | 7       |
| 14   | George Amick                   | Epperly-Offenhauser       | 6       |
| 15   | Johnny Boyd                    | Kurtis-Offenhauser        | 4       |
| 16   | Tony Bettenhausen              | Epperly-Offenhauser       | 4       |
| 17   | Jack Brabham                   | Maserati                  | 3       |
| 18   | Cliff Allison                  | Lotus-Climax              | 3       |
| 19   | Jim Rathmann                   | Epperly-Offenhauser       | 2       |
| 20   | Olivier Gendebien              | Ferrari                   | 0       |

| Pos. | Fahrer                   | Konstrukteur   | Punkte |
| ---- | ------------------------ | -------------- | ------ |
| 21   | Carlos Menditéguy        | Maserati       | 0      |
| 22   | Carroll Shelby           | Maserati       | 0      |
| 23   | Phil Hill                | Maserati       | 0      |
| 24   | Maria Teresa de Filippis | Maserati       | 0      |
| 25   | Paco Godia               | Maserati       | 0      |
| 26   | Horace Gould             | Maserati       | 0      |
| 27   | Jo Bonnier               | Maserati       | 0      |
| 28   | Carel Godin de Beaufort  | Porsche        | 0      |
| 29   | Gerino Gerini            | Maserati       | 0      |
| 30   | Troy Ruttman             | Maserati       | 0      |
| –    | Ian Burgess              | Cooper-Climax  | 0      |
| –    | Ivor Bueb                | Connaught-Alta | 0      |
| –    | Graham Hill              | Lotus-Climax   | 0      |
| –    | Giorgio Scarlatti        | Maserati       | 0      |
| –    | Wolfgang Seidel          | Maserati       | 0      |
| –    | Alan Stacey              | Lotus-Climax   | 0      |
| –    | Hans Herrmann            | Maserati       | 0      |
| –    | Masten Gregory           | Vanwall        | 0      |
| –    | Jack Fairman             | Connaught-Alta | 0      |

### Konstrukteurswertung
| Pos. | Konstrukteur  | Punkte  |
| ---- | ------------- | ------- |
| 01   | Vanwall       | 41      |
| 02   | Ferrari       | 40 (45) |
| 03   | Cooper-Climax | 29      |
| 04   | B.R.M.        | 15      |

| Pos. | Konstrukteur   | Punkte |
| ---- | -------------- | ------ |
| 05   | Maserati       | 6      |
| 06   | Lotus-Climax   | 3      |
| 07   | Porsche        | 0      |
| 08   | Connaught-Alta | 0      |